# Sławomir Napłoszek
Sławomir Napłoszek, född 29 juli 1968, är en polsk bågskytt. Han deltog vid olympiska sommarspelen 1992 och 2020.